# Drestedt
Drestedt è un comune di 791 abitanti della Bassa Sassonia, in Germania.
Appartiene al circondario (Landkreis) di Harburg (targa WL) ed è parte della comunità amministrativa (Samtgemeinde) di Hollenstedt.